# Valve

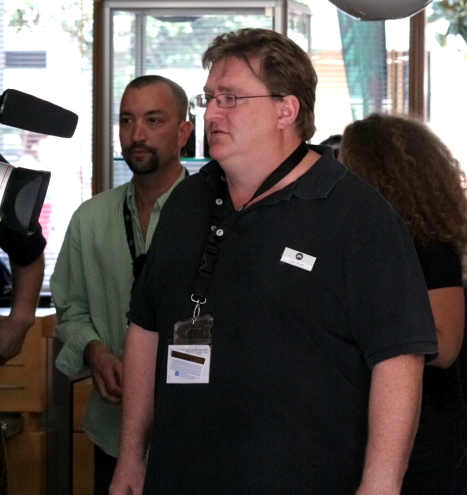
Gabe Newell (v popředí) a Doug Lombardi (v pozadí), 2007

Valve Corporation (nebo také Valve Software či Valve) je americká společnost zabývající se vývojem videoher a online distribucí se sídlem v Bellevue v americkém státě Washington. V roce 1996 ji založili bývalí zaměstnanci Microsoftu Gabe Newell a Mike Harrington, kteří ji o dva roky později proslavili produktem Half-Life. Mezi další známé výrobky společnosti patří distribuční program Steam a Source engine, který od roku 2004 používá pro své produkty.

## Historie
Společnost založili dva dlouhodobí zaměstnanci Microsoftu Gabe Newell a Mike Harrington v srpnu 1996 jako společnost s ručením omezeným se sídlem v Kirklandu v americkém státě Washington. Po inkorporaci v dubnu 2003 společnost přesunula své sídlo do nedalekého Bellevue, kde tehdy ještě sídlil její původní vydavatel, Sierra Entertainment.
Po úspěchu prvního výrobku Half-Life společnost začala pracovat na modech, spin-offech a pokračováních, mezi které patřila také hra Half-Life 2. Všechny nynější hry od společnosti jsou postaveny na enginu Source. Společnost zatím začala šest sérií počítačových her: Half-Life, Team Fortress, Portal, Counter-Strike, Left 4 Dead a Day of Defeat.
Od začátku se společnost rozšířila jak rozsahově, tak hodnotou. V lednu 2008 oznámila koupi společnosti Turtle Rock Studios. V dubnu 2010 vyhrála společnost soutěž o nejlepšího vývojáře her časopisu The Escapist, když porazila BioWare.

## Half-Life
Prvním projektem společnosti Valve se stala FPS akce s názvem Half-Life. Hra byla postavena na kompletně přepracovaném enginu hry Quake. Vydání Half-Life bylo plánováno na listopad 1997. Nakonec hra vyšla s téměř ročním zpožděním v říjnu roku 1998. Hra disponovala kvalitní grafikou, příběhem a vynikající hratelností. Half-Life hráčům nabídl akci prokládanou logickými hádankami a skriptovanými sekvencemi. Snadná je tvorba modifikací (o což se zasloužil „pružný“ engine a přiložený editor map Worldcraft). Mezi nejznámější modifikace patří Counter-Strike. Tento kdysi amatérský mód byl postupně vylepšován až se stal nejpopulárnější a nejhranější on-line FPS akcí. Counter-Strike byl nakonec odkoupen společností Valve.
Mezitím se pracovalo na nástupci Half-Life. Roku 2004 vyšel (opět po několika odkladech) Half-Life 2. Vývoj Half-Life 2 byl zdlouhavý a finančně velmi náročný. Hra využívá fyzikální model Havok. Náklady se vyšplhaly na 40 mil. USD. V hlavní roli, stejně jako v prvním díle, stojí Dr. Gordon Freeman. Objevuje se zde nová postava - Alyx Vance, dcera vědce Eliho Vance z prvního dílu. Pro Half-Life 2 rovněž vzniklo velké množství modifikací. Z dílen Valve pochází například Counter-Strike: Source, Half-Life 2: Deathmach nebo Day of Defeat: Source. Postupně se objevují i modifikace amatérské. Dalším dílem ze série Half-Life je Half-Life 2 Episode One, Half-Life 2 Episode Two.

## Steam
Společnost Valve prodává své hry nejen v krabicových verzích, ale současně dochází k jejich distribuci přes systém Steam. Steam byl spuštěn v roce 2003 a nyní je možné v tomto systému zakoupit i hry jiných výrobců než Valve. Steam dále umožňuje automatické stahování patchů (opravných balíčků) pro instalované hry.

## Soudní procesy

### Valve vs. Vivendi
Mezi lety 2002 a 2005 se společnost dostala do soudního sporu se svým vydavatelem, společností Vivendi, která vlastnila Sierra Entertainment. Soud začal oficiálně v srpnu 2002, kdy Valve zažalovala Sierru za porušení autorských práv, když Valve prohlásila, že Sierra prodávala hry nelegálně do internetových kaváren. Dále společnost přidala porušení smlouvy, protože Sierra nechtěla vyplatit podíl a zdržela vydání hry Counter-Strike: Condition Zero na dobu po prázdninách.
Vivendi se bránila tím, že Gabe Newell a ředitel marketingu Doug Lombardi zkreslili pozici Valvu na jednáních s vydavatelem. Poté také zažalovala Valve za obcházení smlouvy distribučním systémem Steam. Společnost Vivendi požadovala práva na duševní vlastnictví Half-Lifu a zákaz distribuce Half-Life 2 přes Steam.
V listopadu 2004 rozhodl soudce Thomas S. Zilly z federálního okresního soudu v Seattlu pro Valve Corporation. Rozhodnutí znělo, že Vivendi a její pobočka Sierra Entertainment neměly právo na distribuci her společnosti Valve do internetových kaváren. Dále také soudce Zilly povolil společnosti Valve obnovit škody z porušení autorských práv bez ohledu na to, co se píše ve smlouvě s vydavatelem. Valve pak poslal na Steam, že se společnosti dohodly v dubnu 2005. V červenci téhož roku byla Vivendi nahrazena společností Electronic Arts, kteří podepsali s Valvem několikaletou smlouvu na distribuci. Jako výsledek soudního řízení společnost navíc dostala téměř dva a půl milionu dolarů.

### Valve vs. Activision
V dubnu 2009 Valve zažalovala společnost Activision Blizzard, která zakoupila Sierra Entertainment od Vivendi, jelikož nechtěla doplatit zbylé peníze ze soudního řízení proti Vivendi. Activison Blizzard odmítla doplatit zbylých téměř 430 milionů dolarů s tím, že už tuto částku dávno přeplatila.

## „Valve Time“
„Valve Time“ je termín, který se jako vtip používá u vydávání her společností Valve, a má být rozdílem mezi časem, kdy Valve chtěla vydat hru a kdy byla hra vydána. Většinou se jedná o zpoždění, ale občas se také mluví o tom, co bylo vydáno dříve, než mělo. Společnost termín plně uznává a také sleduje nesrovnalosti, o kterých ví, a dává je na veřejnou vývojovou infostránku, a když zpoždění oznamuje, sama používá tento termín. Společnost přičítá zpoždění týmové mentalitě pracovníků, která u nich vyhrává nad dodržením lhůty, jelikož se chtějí soustředit na kvalitu výrobku. Společnost se snaží zabránit neúmyslným zpožděním a věří, že dřívější výskyt termínu z dob Half-Lifu jim nyní pomáhá lépe uspořádat kalendář vydání.